# Alexandru Segal
Alexandru Sorin Segal (Bucareste, 4 de outubro de 1947 — 6 de janeiro de 2015) foi um economista e enxadrista judeu-romeno naturalizado brasileiro. Foi campeão brasileiro de enxadrismo em 1974 e 1978. Tornou-se conhecido internacionalmente por sua participação em cinco olimpíadas e campeonatos mundiais estudantis.

## Biografia
Alexandru Segal, com apenas dez anos de idade, já estava classificado entre os enxadristas de primeira categoria da Romênia, tornando-se mais tarde campeão europeu juvenil Sub-26. Em 1968, sagrou-se campeão universitário. Participou de finais nacionais e seguiu representando o Brasil em diversos eventos internacionais. Venceu inclusive o Grande Mestre alemão Robert Hübner e empatou com o Grande Mestre húngaro Zoltán Ribli, vencedor do Interzonal de Las Palmas.
Em 1970, completou o seu bacharelado em Ciências Econômicas e, em 1971, veio residir no Brasil, onde frequentou ativamente o Clube de Xadrez São Paulo.
Em 1972, sagrou-se campeão paulista e no ano seguinte tornou-se o vice-campeão brasileiro, classificando-se para a Olimpíada de Xadrez que foi realizada na cidade francesa de Nice, onde representou o Brasil e obteve a melhor percentagem por equipe. Em 1978, representou novamente o Brasil nas Olimpíadas de Xadrez de Buenos Aires. Esteve presente em mais três oportunidades nas Olimpíadas (1982, 1984 e 1986).
Como campeão brasileiro em 1974, participou do Pan-Americano no Canadá obtendo um excelente 3º lugar, alcançando assim a primeira norma de Mestre Internacional. Obteve a segunda norma no Torneio Cidade de São Paulo em 1977, e o título de Mestre Internacional lhe foi concedido no mesmo ano pela Federação Internacional de Xadrez (FIDE). Participou de finais do Campeonato Brasileiro por diversas vezes.
Em sua carreira de sucessos, foi bicampeão de Santa Catarina no anos de 1980 e 1981. Foi tetracampeão paulista (1972, 1976, 1991 e 1993) e bicampeão brasileiro (1974 e 1978). Foi também recordista brasileiro de simultâneas com 155 partidas, evento realizado em 27 de abril de 1974, na cidade de São Bernardo do Campo (SP), com aproveitamento de 89,4% (125 vitórias, 27 empates e 3 derrotas). Defendeu por cinco vezes o Brasil nas Olimpíadas de Xadrez. Gostava de dizer que era "olímpico". Participou de mais de 900 torneios nacionais e internacionais.
Em 1972, lançou seu primeiro livro sobre o match entre célebre enxadrista norte-americano Bobby Fischer e campeão soviético Boris Spassky, pela Editora Brasiliense, cuja edição esgotou-se ainda em 1973. Em 1982, publicou o seu segundo livro "Fundamentos da Tática" pela Editora Colúmbia.
Segal atuou como instrutor de xadrez em vários clubes, ministrou palestras em todo o Brasil. Colaborou como jornalista especializado em enxadrismo durante oito anos para o jornal Folha de S.Paulo e também escreveu no Jornal da Tarde. Foi comentarista no Jornal da Globo, noticiário noturno da TV Globo, durante o Interzonal do Rio de Janeiro em 1979. Atuava ainda como Árbitro Internacional desde 1984.
Foi um dos primeiros profissionais de xadrez no Brasil, ao lado dos mestres Hélder Câmara, Antônio Rocha e Herman Claudius. Nos anos 70 eles eram conhecidos como os "Quatro Grandes" do enxadrismo brasileiro. Segal chegou a alcançar 2.415 pontos de rating FIDE. Era um enxadrista carismático e tinha uma memória prodigiosa. Segal repetia sempre que o Grande Mestre Gilberto Milos era o enxadrista brasileiro mais forte que já enfrentou.
Segal criou muitas expressões no xadrez, dentre elas a "Passadinha Segalesca", uma espécie de golpe tático em finais, onde se sacrificam peões para promover um deles a dama. Gostava de brincar dizendo que "se o jogo de xadrez não tivesse dama, seria grande mestre".
No seu repertório de aberturas, Segal incluía a Abertura Larsen, a Defesa Alekhine e a Benoni cerrada, dentre outras. Possuía um estilo posicional sólido e jogo muito firme, tendo sido um excelente tático.
Faleceu numa terça-feira, dia 6 de janeiro de 2015, aos 67 anos de idade.

## Obras publicadas
- Campeonato Mundial - Fischer x Spassky. Editora Brasiliense, 1972.
- Fundamentos da Tática. Gráfica Editora Colúmbia, 1982.